# جبل كونسورت
جبل كونسورت (بالإنجليزية: Consort Mountain) هو جبل يقع في ألبرتا، كندا. يبلغ ارتفاعه 2,908 مترًا (9,541 قدمًا)، ويُعد أحد جبال سلسلة جبال روكي الكندية.

## التسمية
تمت تسمية الجبل نسبةً إلى لقب "كونسورت" (Consort)، والذي يعني "القرين" أو "الزوجة الملكية"، تكريمًا لدور الزوجات الملكيات في النظام الملكي البريطاني.